# (175410) Tsayweanshun
(175410) Tsayweanshun est un astéroïde de la ceinture principale.

## Description
(175410) Tsayweanshun est un astéroïde de la ceinture principale. Il fut découvert le 12 août 2006 à l'Observatoire de Lulin par Hong Qin Lin et Ye Quan-Zhi. Il présente une orbite caractérisée par un demi-grand axe de 2,30 UA, une excentricité de 0,14 et une inclinaison de 9,0° par rapport à l'écliptique.

## Compléments